# ČEZ
ČEZ, a.s. (České Energetické Závody) er en tjekkisk energikoncern med 96 datterselskaber. De primære forretning er produktion, distribution og handel af elektricitet, fjernvarme, naturgas og kul. ČEZ Group driver også virksomhed i Bulgarien, Tyskland, Ungarn, Polen, Rumænien, Slovakiet og Tyrkiet. ČEZ, a.s. er børsnoteret på Prague Stock Exchange og Warsaw Stock Exchange.
Staten Tjekkiet ejer 70 % af aktierne i ČEZ.